# 舞子六神社
舞子六神社（まいころくじんじゃ）は、兵庫県神戸市垂水区にある神社である。境内にある戎、大黒社の石像は日本一とされている。

## 由緒
創建は、御輿渡御に供奉する金幣の刻銘により、1689年（元禄2年）まで遡ることができるが、神社に関する古記録が失われているので、それ以前については不詳である。しかし、祭神は明石の岩屋神社と同神であることから江戸時代前期中葉に、岩屋神社より分霊を受け、播州明石郡山田村の総鎮守として六社大明神の社を建て、六柱の神を祀ったのが創始であると推定される。 
明治初期の神仏分離令により明神号が廃止され、六社神社と名所が変わり、1874年（明治7年）2月に列し、六神社と改称し、現在に至っている。現在の本殿は1890年（明治23年）7月31日に再建され、明治39、40年に銅板茸の屋根に改修されたものである。

## 祭神
- 伊邪那岐大神
- 伊邪那美大神
- 天照皇大神
- 素盞男大神
- 月夜見大神
- 蛭子大神

## 境内社
- 大歳社（豊宇気比賣命）
- 白髭社（貴船大社）
- 戎宮（蛭子大社）
- 稲荷お松社（倉稲魂大社）
- 稲荷五社（稲荷大神）
- 菅原社（菅原大社）
- 大黒宮（大国主命）

## 祭事
秋の大祭は、毎年10月第二日曜日が本宮、前日土曜日が宵宮で神輿、布団太鼓の巡行が行われる。船渡御も行われていたが、近年は行われていない。他に節分際、夏祭りなども行われている。

### ふとん太鼓
ふとん太鼓は収納庫の火災で焼失したため、長年、神輿だけで秋祭りを行なっていたが、明石の岩屋神社がふとん太鼓を新調した際に、譲り受けた物を現在使用している。「布団太鼓・舞子会」が巡行や管理を行なっている。

## 交通
- 最寄り駅:山陽電鉄西舞子駅より徒歩3分、JR舞子駅より徒歩7分
- 駐車場あり